# Remilly-en-Montagne
 Remilly-en-Montagne  là một xã thuộc tỉnh Côte-d’Or trong vùng Bourgogne-Franche-Comté miền đông nước Pháp.